# Melnica (gmina Petrovac na Mlavi)
Melnica (cyr. Мелница) – wieś w Serbii, w okręgu braniczewskim, w gminie Petrovac na Mlavi. W 2011 roku liczyła 799 mieszkańców.